# Gnidia glauca
Gnidia glauca är en tibastväxtart som först beskrevs av Fres., och fick sitt nu gällande namn av Ernest Friedrich Gilg. Gnidia glauca ingår i släktet Gnidia och familjen tibastväxter.

## Underarter
Arten delas in i följande underarter:
- G. g. insularis
- G. g. sisparensis

## Bildgalleri

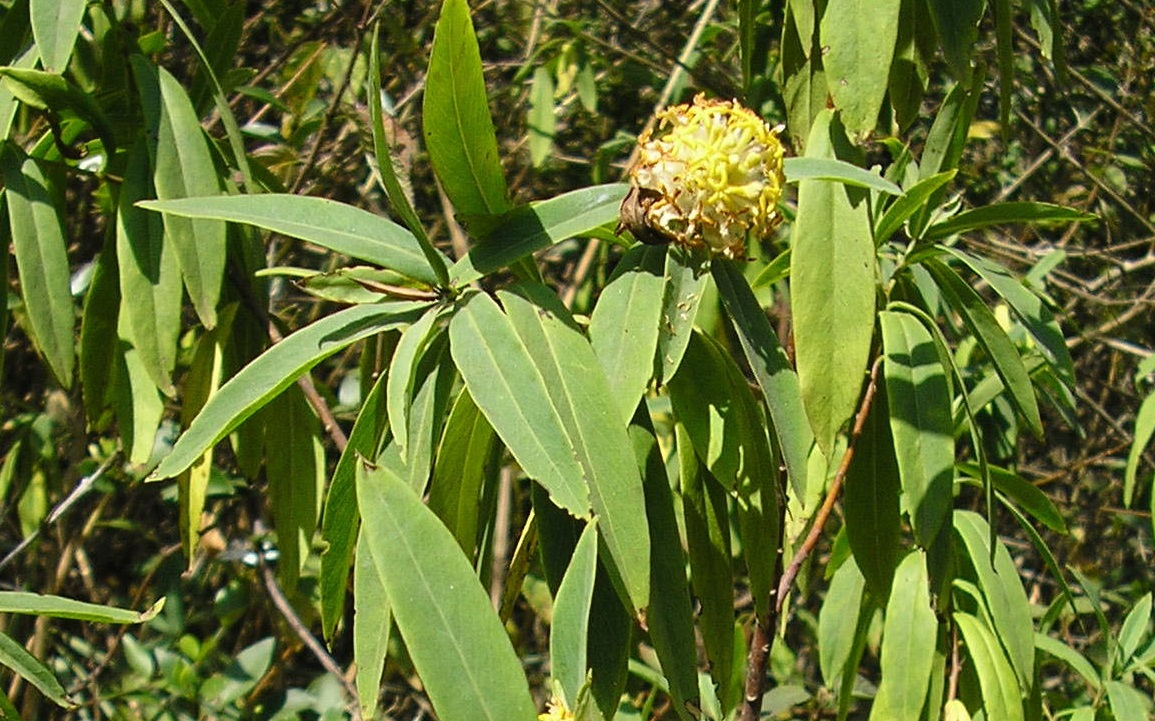
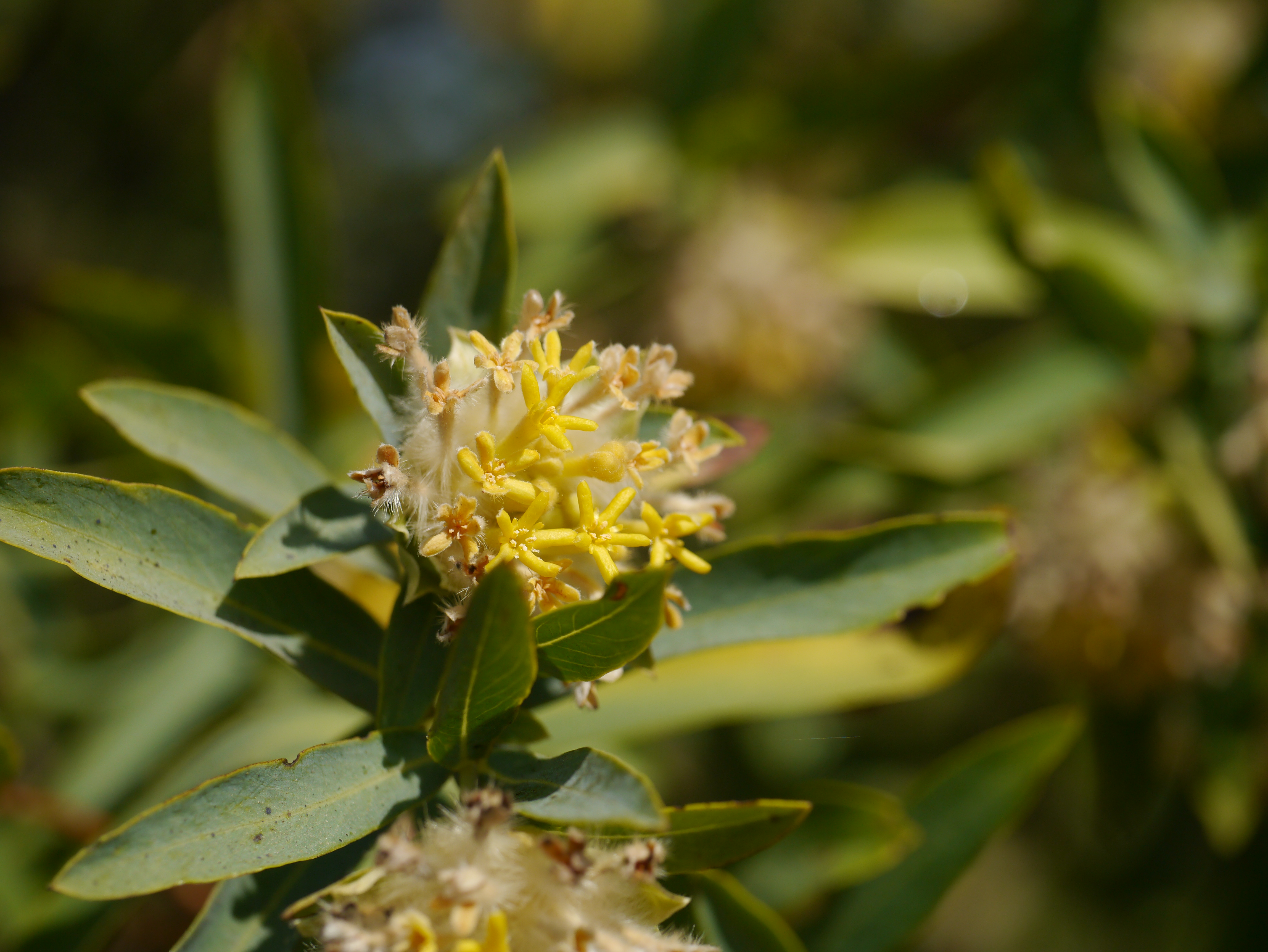